# HMS Formidable (67)
O HMS Formidable foi um porta-aviões operado pela Marinha Real Britânica e a segunda embarcação da Classe Illustrious, depois do HMS Illustrious e seguido pelo HMS Victorious e HMS Indomitable. Sua construção começou em junho de 1937 nos estaleiros da Harland & Wolff em Belfast e foi lançado ao mar em agosto de 1939, sendo comissionado na frota britânica em novembro do ano seguinte. Ele era capaz de transportar até 54 aeronaves, era armado com uma bateria antiaérea composta por canhões de 113 e 40 milímetros, tinha um deslocamento padrão de mais de 23 mil toneladas e alcançava uma velocidade máxima de pouco mais de trinta nós (56 quilômetros por hora).
O Formidable entrou em serviço no começo da Segunda Guerra Mundial. Ele serviu brevemente na Frota Doméstica e então foi transferido para o Mar Mediterrâneo para substituir seu irmão Illustrious, que tinha sido seriamente danificado. O porta-aviões desempenhou um papel importante na Batalha do Cabo Matapão em março de 1941, quando suas aeronaves danificaram o couraçado italiano Vittorio Veneto e o cruzador pesado Pola. Depois disso o navio se ocupou da escolta de embarcações Aliadas e ataques contra inimigos, porém acabou danificado no final de maio por aviões alemães e precisou ir aos Estados Unidos a fim de passar por reparos, que terminaram apenas no início de dezembro.
Foi designado para a Frota Oriental no início de 1942 e deu cobertura para a invasão de Madagascar em maio, depois dando suporte para a invasão do Norte da África Francês em novembro. O Formidable em seguida apoiou as invasões da Sicília e da Itália durante a segunda metade de 1943. Suas aeronaves realizaram vários ataques contra o couraçado Tirpitz em 1944 na Noruega, porém não conseguiu afundá-lo. Depois foi transferido para a Frota do Pacífico em 1945, participando da Batalha de Okinawa. A guerra terminou em setembro e o porta-aviões continuou servindo na frota transportando soldados até ser descomissionado em agosto de 1947, sendo desmontado em 1953.

## Características

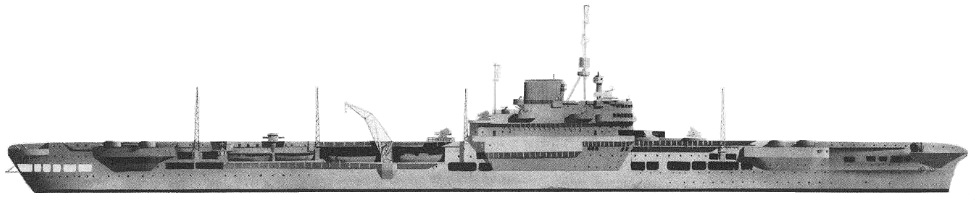
Desenho da Classe Illustrious

A Marinha Real Britânica acreditava que seus porta-aviões não poderiam se defender apenas com suas aeronaves sem um sistema de aviso prévio, com a ausência deste possibilitando que fossem atacados por aeronaves decoladas de bases terrestres, especialmente no Mar Mediterrâneo e Mar do Norte. Isto significava que deveriam capazes de permanecerem em ação mesmo depois de sofrerem danos, enquanto as frágeis aeronaves teriam que ser protegidas. Foi concluído que o único modo de alcançar isto era blindar o hangar, o que teve os efeitos colaterais de permitir um hangar de apenas um andar e reduzir pela metade o número total de aviões que poderiam ser transportados quando comparado à projetos anteriores. Consequentemente, a Classe Illustrious trocou poderio ofensivo por sobrevivência defensiva.
O Formidable tinha 225,6 metros de comprimento de fora a fora, boca de 29,2 metros e calado máximo de 8,8 metros. Seu deslocamento padrão era de 23 369 toneladas. Seu sistema de propulsão tinha seis caldeiras Admiralty que alimentavam três turbinas a vapor Parsons, cada uma girando uma hélice. A potência indicada era de 112,9 mil cavalos-vapor (83 mil quilowatts) para uma velocidade máxima de 30,5 nós (56,5 quilômetros por hora). Podia carregar até 4 930 toneladas de óleo combustível para uma autonomia de 10,7 mil milhas náuticas (19,8 mil quilômetros) a uma velocidade de dez nós (dezenove quilômetros por hora). Sua tripulação inicialmente consistia em 1 299 oficiais e marinheiros.
Seu convés de voo tinha 229,5 metros de comprimento e uma largura máxima de 29 metros. Uma única catapulta hidráulica foi instalada na parte de vante do convés de voo. O hangar tinha 139 metros de comprimento, uma largura máxima de 29 metros e altura de 4,9 metros. O hangar foi projetado para acomodar até 36 aeronaves, mas estacionamento no convés de voo permitia que esse número crescesse para 54. O porta-aviões podia levar até 230,3 mil litros de gasolina de aviação. As aeronaves eram transportadas do hangar para o convés de voo por meio de dois elevadores desprotegidos instalados na linha central da embarcação, cada um medindo 13,7 por 6,7 metros.
A bateria principal era composta por dezesseis canhões de duplo propósito de 113 milímetros montados em oito torres de artilharia duplas instaladas em plataformas nas laterais do casco. A bateria antiaérea leve era de 48 canhões "pom-pom" de 40 milímetros em seis montagens óctuplas, duas à vante e duas à ré da superestrutura de ilha e duas em plataformas nas laterais do casco. O convés de voo era protegido por uma blindagem de 76 milímetros. As laterais e extremidades dos hangares tinham 114 milímetros, enquanto o convés do hangar tinha 64 milímetros. O cinturão principal tinha 114 milímetros de espessura, sendo fechado em cada extremidade por anteparas transversais de 64 milímetros. A proteção antitorpedo consistia em um sistema de compartimentos preenchidos por líquido e ar, existindo uma antepara contra estilhaços de 38 milímetros atrás.

### Modificações
O armamento antiaéreo foi reforçado em 1941, recebendo dez canhões Oerlikon de 20 milímetros em montagens individuais. Uma de suas montagens óctuplas de "pom-pom" foi substituída por uma montagem quádrupla da mesma arma em algum momento até sua última manutenção registrada em março de 1944, época em que também estava equipado com 34 Oerlikons, vinte em montagens duplas e catorze em montagens individuais. Algumas Oerlikons foram substituídas por canhões Bofors de 40 milímetros antes do navio ser transferido para o Oceano Pacífico porque o projétil de 20 milímetros não era muito eficaz contra kamikazes japoneses. Ao final da guerra o porta-aviões estava equipado com seis montagens óctuplas de "pom-pom", doze montagens Bofors individuais e 23 Oerlikons, onze em montagens individuais e doze em montagens duplas.
O Formidable foi originalmente finalizado com um único radar de aviso prévio Tipo 79. Não estão prontamente disponíveis as especificidades de radares adicionais instalados no decorrer da guerra, mas ele provavelmente recebeu, até o final do conflito, um radar de varredura de superfície/determinação de altura Tipo 277 no alto da ponte de comando e um radar de indicação de alvo Tipo 293 no topo do mastro do traquete. Baseado no que foi feito em seu irmão HMS Victorious, o Formidable provavelmente também recebeu em algum momento radares de aviso prévio Tipo 279 e Tipo 281B. Além disso, recebeu radares de artilharia Tipo 282 e Tipo 285 como diretórios de controle de disparo.

## Carreira
O Formidable foi encomendado como parte do Programa Naval de 1937. Seu batimento de quilha ocorreu em 17 de junho de 1937 nos estaleiros da Harland & Wolff em Belfast, na Irlanda do Norte, sob o número de construção 1007 e foi lançado ao mar em 17 de agosto de 1939. O berço de madeira que sustentava o casco ruiu pouco antes do início da cerimônia de lançamento e o navio escorregou pela rampa de lançamento enquanto trabalhadores ainda estavam trabalhando embaixo. Um espectador foi morto por estilhaços e outros vinte foram feridos, mas o Formidable em si não foi danificado. Agnes Wood, esposa de sir Kingsley Wood, o Secretário de Estado para o Ar, seria quem realizaria o batismo; assim que a embarcação começou a se mexer ela agiu rápido e conseguiu quebrar a tradicional garrafa de champanhe na proa. Por conta desse incidente, o porta-aviões recebeu o apelido jocoso de "O Navio que Lançou Si Mesmo". Foi comissionado em 24 de novembro de 1940, pouco mais de um ano depois do início da Segunda Guerra Mundial.
Realizou breves treinamentos e em seguida embarcou os torpedeiros Fairey Albacore dos Esquadrões Aeronavais 826 e 829 e os caças Fairey Fulmar do Esquadrão Aeronaval 803, juntando-se à Frota Doméstica na base de Scapa Flow em 12 de dezembro. Sua estadia foi breve e seis dias depois partiu escoltado pelos cruzadores rápidos HMS Dorsetshire e HMS Norfolk para proteger os comboios que estavam caçando o cruzador pesado alemão Admiral Scheer, que recentemente tinha atacado o Comboio HX 84 no norte do Oceano Atlântico. O cruzador não foi encontrado e assim os britânicos escoltaram um comboio até a Cidade do Cabo, na África do Sul, onde chegaram em 22 de janeiro de 1941. Quatro dias depois o Formidable recebeu ordens de substituir seu irmão HMS Illustrious na Frota do Mediterrâneo depois deste ter sido seriamente danificado por ataques aéreos alemães. No caminho atacou forças italianas na Somalilândia e Eritreia. Afundou o navio mercante italiano SS Moncalieri em 12 de fevereiro, mas perdeu dois Albacores.

### Mar Mediterrâneo

#### Cabo Matapão

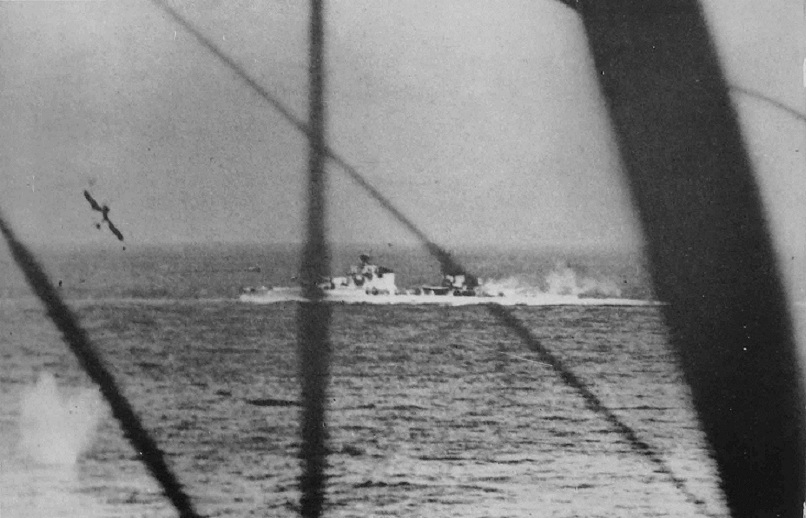
Um Swordfish do Formidable atacando o cruzador pesado durante a Batalha do Cabo Matapão

O Formidable atravessou o Canal de Suez e chegou em Alexandria, no Egito, em 10 de março. O Esquadrão Aeronaval 829 recebeu torpedeiros Fairey Swordfish para substituir suas perdas. Dez dias depois o navio escoltou um comboio para Malta e no caminho de volta transferiu cinco de suas aeronaves para Creta. Uma boa parte da frota italiana foi avistada na manhã de 27 de março navegando em direção das rotas entre Egito e Grécia, com o Formidable partindo durante a tarde para interceptá-los junto com um força de couraçados, cruzadores e contratorpedeiros sob o comando do almirante sir Andrew Cunningham. Seu grupo aéreo, reforçado por três Fulmars do Esquadrão Aeronaval 806, consistia em treze Fulmars, dez Alcabores e quatro Swordfishes. Um Albacore avistou a vanguarda italiana na manhã seguinte e seis Albacores atacaram o couraçado Vittorio Veneto. Dois bombardeiros Junkers Ju 88 interviram, mas foram afugentados pelos dois Fulmars de escolta. O ataque fracassou e outro ataque foi preparado com três Albacores e dois Swordfishes. O Formidable, pouco antes de lançar essas aeronaves, foi atacado às 12h22min por dois bombardeiros italianos Savoia-Marchetti SM.79 Sparviero carregando torpedos, mas não foi atingido. Um dos Albacores conseguiu acertar o Vittorio Veneto às 14h50min. Este acerto brevemente incapacitou seus motores e causou grandes inundações. Outro ataque com seis Albacores e dois Swordfishes foi lançado às 17h30min para afundar o couraçado, mas na escuridão cada vez maior acabaram confundindo-o com o cruzador pesado Pola.
O Pola foi acertado por um torpedo, possivelmente de um dos Swordfishes do Esquadrão Aeronaval 815. Esse erro de identificação permitiu que o Vittorio Veneto escapasse. Um Albacore foi abatido pela artilharia antiaérea do couraçado e outros dois forçados a amerrissar por falta de combustível. Cunningham continuou a perseguir os italianos durante a noite. Estes, não sabendo sobre a aproximação dos britânicos, destacaram cruzadores e contratorpedeiros para retornar e ajudar o Pola, que tinha sido incapacitado pelo torpedo. O restante dos navios italianos retornaram para Tarento. A linha britânica tinha o couraçado HMS Warspite na vanguarda, seguido pelo couraçado HMS Valiant, o Formidable e o couraçado HMS Barham. Os britânicos conseguiram se aproximar na escuridão sem serem detectados até abrirem fogo a uma distância de apenas 3,5 quilômetros. Os cruzadores pesados Zara e Fiume foram destruídos em três minutos. O Formidable recebeu ordens de abrir fogo com seus canhões de 113 milímetros, mas isto foi quase imediatamente cancelado e ele foi ordenado para fora da linha à estibordo quando foi percebido que um navio tão valioso estava muito próximo das embarcações italianas. Alguns canhões chegaram a abrir fogo no que foi uma das pouquíssimas ocasiões na Segunda Guerra Mundial em que um porta-aviões disparou suas armas contra alvos de superfície.

#### Outras ações
A Frota do Mediterrâneo fez uma surtida em 18 de abril para bombardear Trípoli, mas foi atacada por dois Sparvieros de Rodes. Os torpedeiros foram interceptados por dois Fulmars que danificaram uma aeronave inimiga a ponto dela fazer um pouso forçado perto da sua base, porém um dos caças também precisou fazer um pouso forçado no Formidable. No dia seguinte os Fulmars abateram um bombardeiro italiano CANT Z.1007 Alcione voando de Cirenaica para a Sicília e dois aviões de transporte alemães Junkers Ju 52 levando combustível para a Campanha Norte-Africana. As aeronaves do porta-aviões lançaram sinalizadores na madrugada de 21 de abril com o objetivo e iluminar o porto de Trípoli para que pudesse ser bombardeado pelos couraçados e cruzadores rápidos da frota. No caminho de volta dois Fulmars abateram um hidroavião alemão Dornier Do 24.

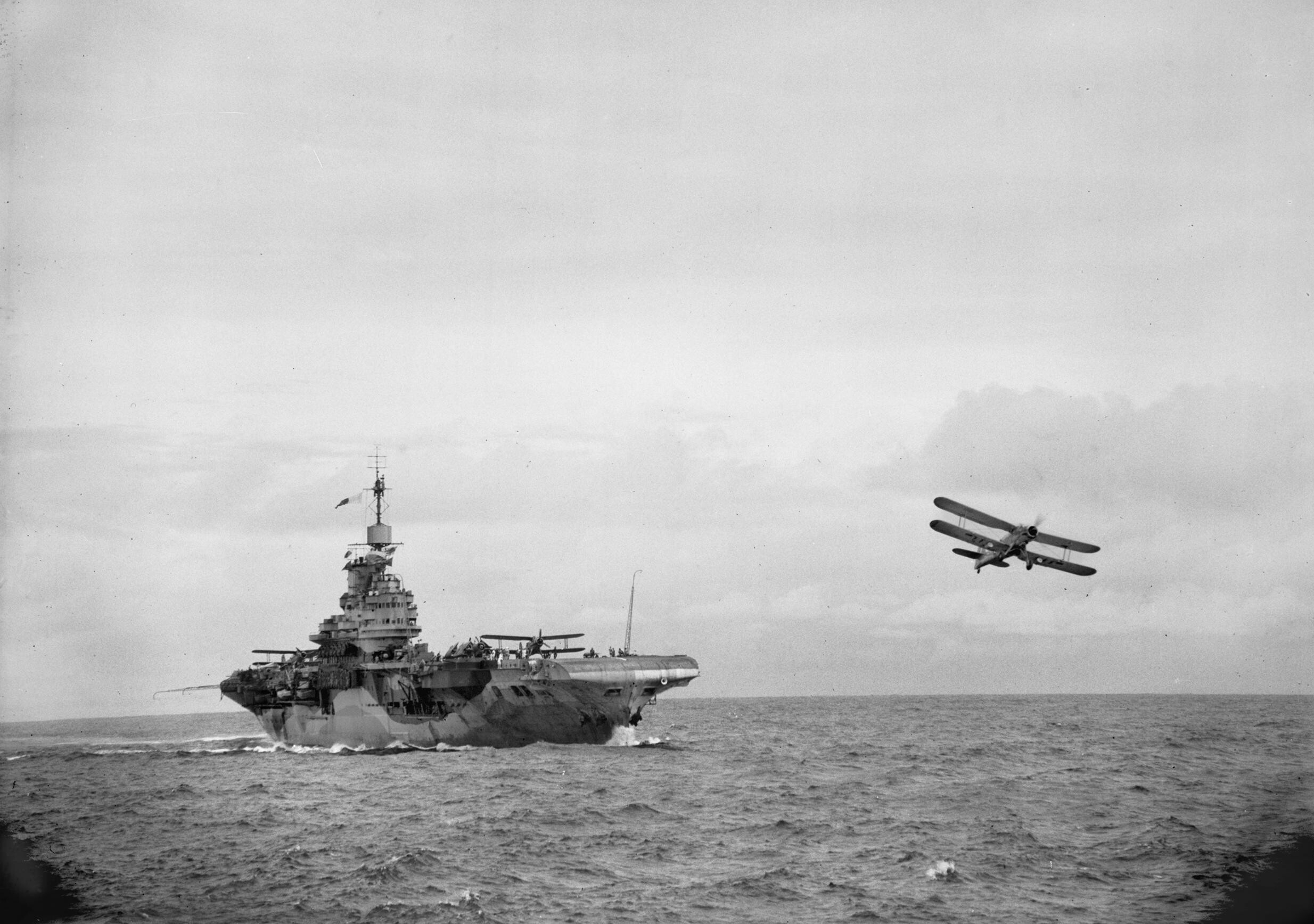
Um Albacore decolando do Formidable em meados de maio de 1942

O Formidable deu cobertura aérea para o Comboio GA 15 em 29 de abril durante a evacuação das tropas Aliadas da Grécia. Um de seus Fulmar foi forçado a amerrissar em 2 de maio antes do porta-aviões chegar em Alexandria no dia seguinte. Voltou para o mar em 6 de maio a fim de dar cobertura aérea para comboios envolvidos na Operação Tigre. Dois Fulmars reivindicaram terem abatido dois Alciones procurando pela frota na manhã do dia 8, mas um dos caças não retornou. Durante à tarde os Fulmars abateram quatro bombardeiros alemães Heinkel He 111 ao custo de um Fulmar que precisou fazer um pouso forçado. Dois Albacores e outro Fulmar também caíram por causas não relacionadas a combate. Dois Fulmars danificaram seriamente um Ju 88 no dia seguinte e este precisou fazer um pouso forçado na Sicília. A frota e o comboio da Operação Tiger aproximaram-se de Alexandria em 11 de maio e dois Fulmars atacaram uma formação de Ju 88s, danificando um; um Fulmar e um Ju 88 foram avistados caindo no mar. Muitos dos caças ficaram inutilizáveis durante a operação e assim o porta-aviões ficou incapaz de proporcionar cobertura aérea até que os aviões fossem consertados.
A frota partiu ao amanhecer de 26 de maio para um ataque contra uma base em Scarpanto. Seis Albacores e quatro Fulmars atacaram a base, destruindo um Ju 88 e danificando outros dois. Também danificaram um avião de transporte italiano Savoia-Marchetti SM.81 Pipistrello e seis caças Fiat CR.42 Falco. Naquela mesma manhã, enquanto a frota voltava para o Egito, os Fulmars abateram He 111 e dois Ju 88s ao custo de um Fulmar que precisou pousar no Formidable e outro que precisou amerrissar. Bombardeiros de mergulho alemães Junkers Ju 87 vindos de Cirenaica foram avistados às 13h10min; eles estavam procurando navios de suprimentos seguindo para Tobruque e não estavam envolvidos na Batalha de Creta. Eles acertaram o porta-aviões com duas bombas de uma tonelada, matando doze tripulantes e ferindo dez. Uma das bombas passou completamente pela parte externa do convés de voo de vante de estibordo e detonou antes de atingir a água, enchendo a lateral do casco de buracos. Um quase acerto abriu um grande buraco abaixo da linha de flutuação a estibordo. Dois Fulmars em patrulha de combate aéreo abateram um Ju 87 depois dele ter soldado sua bomba e foram capazes de pousar pouco depois, porém decolagens só puderam ocorrer de novo às 18h00min.
O Formidable chegou em Alexandria no dia seguinte e desembarcou seu grupo aéreo. Recebeu reparos de emergência e partiu em 24 de julho para passar por reparos permanentes no Estaleiro Naval de Norfolk, nos Estados Unidos, com o Esquadrão 829 embarcando a fim de proporcionar patrulhas antissubmarinas durante a viagem. Chegou em 25 de agosto e os reparos foram completados no início de dezembro. Realizou testes marítimos e então se encontrou com o Illustrious no dia 12 para voltar ao Reino Unido. O Illustrious colidiu com a popa do Formidable na noite de 15 para 16 de dezembro, mas nenhum dos dois ficou seriamente danificado. Reparos ocorreram em Belfast entre 21 de dezembro de 1941 e 3 de fevereiro de 1942, embarcando Albacores dos Esquadrões Aeronavais 818 e 820 e caças Grumman Martlet do Esquadrão Aeronaval 888.

### Oceano Índico

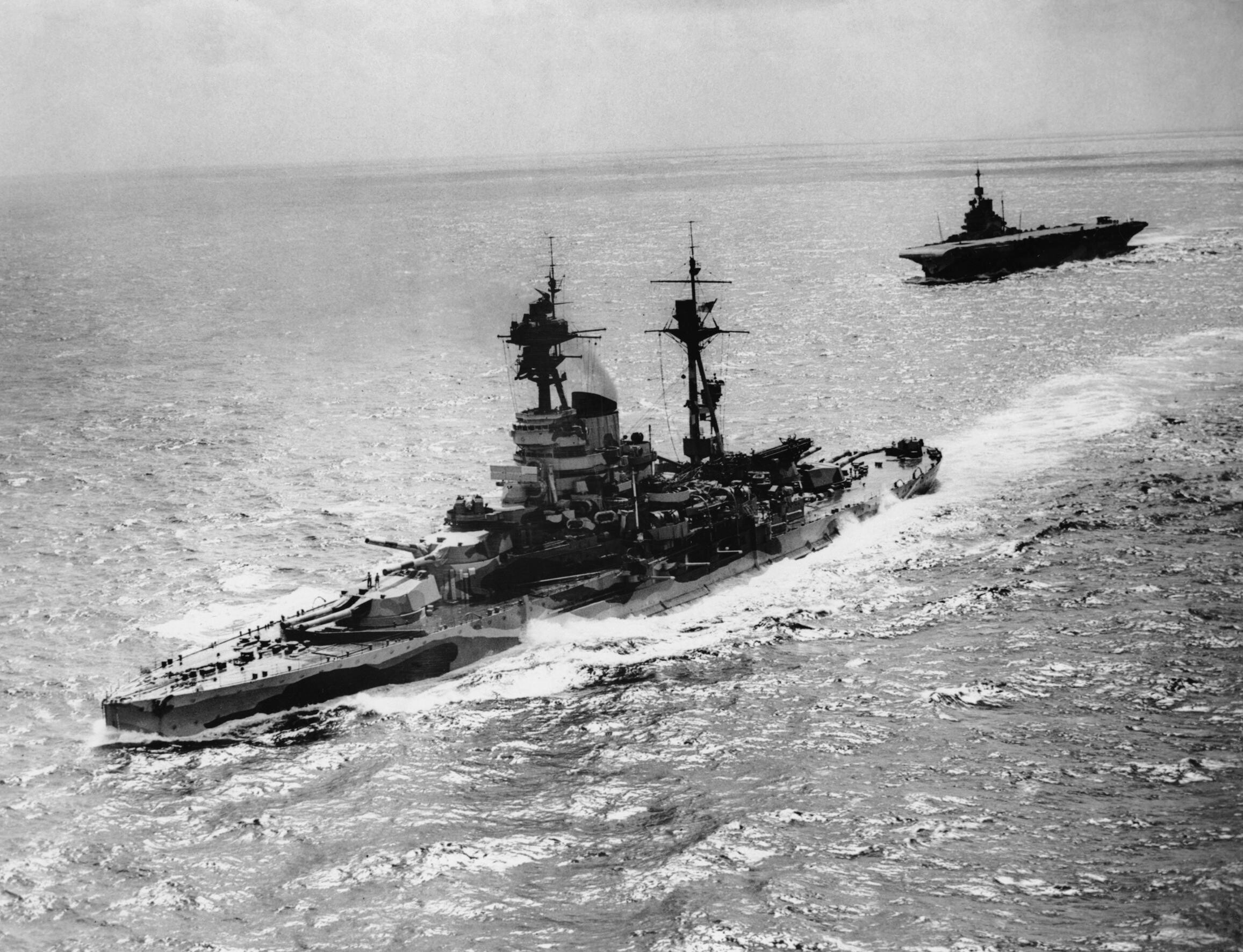
O couraçado e o Formidable no Oceano Índico em 1942

O Formidable zarpou em 17 de fevereiro para se juntar à Frota Oriental no Oceano Índico, no caminho escoltando um comboio para Freetown, em Serra Leoa. Um de seus passageiros na viagem era o vice-almirante sir James Somerville, que assumiria a posição de comandante da Frota Oriental. O navio chegou em Colombo, no Ceilão, em 24 de março e no mesmo dia Somerville fez do Warspite sua capitânia. A 1ª Frota Aérea da Marinha Imperial Japonesa deixou as Índias Orientais Neerlandesas dois dias depois com o objetivo de atacar as forças britânicas no Índico. Somerville foi notificado em 28 de março que os japoneses estavam planejando atacar o Ceilão e assim ele ordenou que sua frota se reunisse ao sudoeste da ilha dois dias depois a fim de interceptar os inimigos. A Força A, formada pelo Formidable, seu irmão HMS Indomitable e o Warspite, foi reabastecer no Atol Addu em 3 de abril depois do ataque não ter se materializado quando esperado. Um hidroavião Consolidated PBY Catalina da Força Aérea Real avistou os japoneses ao alcance do Ceilão apenas três horas e meia depois da Força A ter chegado em Attu no dia 4. Estes navios estavam muito longe para interceptá-los antes do ataque, partindo onze horas depois de chegarem e seguindo em um curso que Sommerville achou que lhe permitiria atacar os japoneses à noite, ao mesmo tempo evitando detecção durante o dia. Os porta-aviões japoneses foram avistados por um Albacore do Indomitable pouco antes do anoitecer de 5 de abril, depois deles terem atacado Colombo, mas outras buscas falharam em encontrá-los novamente. Os japoneses só foram avistados de novo quatro dias depois, quando estavam a um dia de distância de Trincomalee e ainda muito longe para serem interceptados. A Força A reabasteceu de novo em Addu em 9 de abril e então seguiu para Bombaim, na Índia, a fim de acalmar os ânimos locais sobre um ataque japonês.
Somerville ainda estavam inseguro sobre a possibilidade de outro ataque contra o Ceilão, assim enviou a Força A para Mombaça, no Quênia, em 24 de abril. No caminho os navios ajudaram na invasão de Diego Suarez, em Madagascar, entre os dias 5 e 7 de maio. O Formidable chegou em Mombaça no dia 10 e permaneceu no local até partir para Colombo em 29 de maio. Pelo restante de seu período no Índico ficou alternando entre Mombaça e Colombo. Durante esta época participou da invasão das Ilhas Andamão junto com o Illustrious. O contra-almirante Denis Boyd fez do Formidable sua capitânia em 24 de agosto e seis dias depois o porta-aviões partiu para casa. Chegou em Rosyth em 21 de setembro e ficou em manutenção até 18 de outubro. Neste dia zarpou para Scapa Flow, onde embarcou 24 Martlets dos Esquadrões Aeronavais 888 e 893, doze Albacores do Esquadrão Aeronaval 820 e seis caças Supermarine Seafire do Esquadrão Aeronaval 885 em preparação para a invasão da invasão do Norte da África Francês.

### Norte da África e Itália

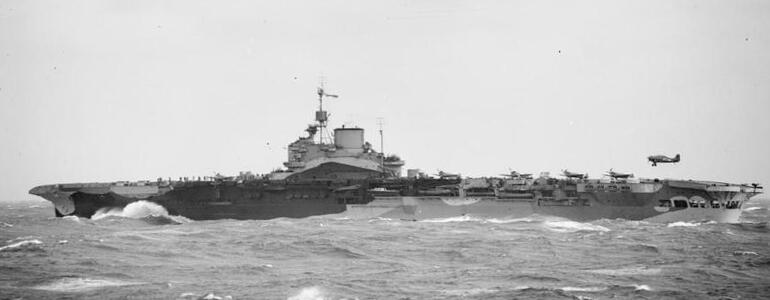
O Formidable em abril de 1943

O Formidable foi designado para a Força H e partiu em 30 de outubro para o Mar Mediterrâneo a fim de dar cobertura para quaisquer forças inimigas que tentassem interferir com a invasão. Seus Martlets abateram dois Ju 88s em 6 de novembro, enquanto dois dias depois seus Albacores lançaram uma cortina de fumaça para dar apoio a desembarques em Argel, na Argélia. Dois Albacores torpedearam e afundaram o submarino alemão U-331 em 17 de novembro. O porta-aviões permaneceu no litoral argelino dando cobertura aérea para as forças Aliadas pelo restante do mês, com um dos seus Seafires sendo abatido por um Ju 88 no dia 28.
O navio ficou com o único porta-aviões no Mediterrâneo até a chegada do Illustrious em meados de junho de 1943, quando as forças para a invasão da Sicília começaram a ser reunidas. O Formidable e o Illustrious foram colocados ao leste da ilha em posição de interceptarem quaisquer tentativas da Marinha Real Italiana de atacarem as forças de desembarque. A invasão foi um sucesso e o Formidable se tornou o primeiro porta-aviões a entrar no Grande Porto de Malta desde janeiro de 1941. O Indomitable foi torpedeado e assim o Illustrious se juntou ao Formidable na Força H para a invasão da Itália em Salerno em 9 de setembro. O papel dos porta-aviões também era proteger as forças de invasão de interferências italianas. Os caças dos porta-aviões rápidos que estavam protegendo as forças em terra sofreram grandes perdas nos primeiros dias da operação e assim o Formidable transferiu dois Seafires e quinze Martlets para o HMS Unicorn.

### Noruega

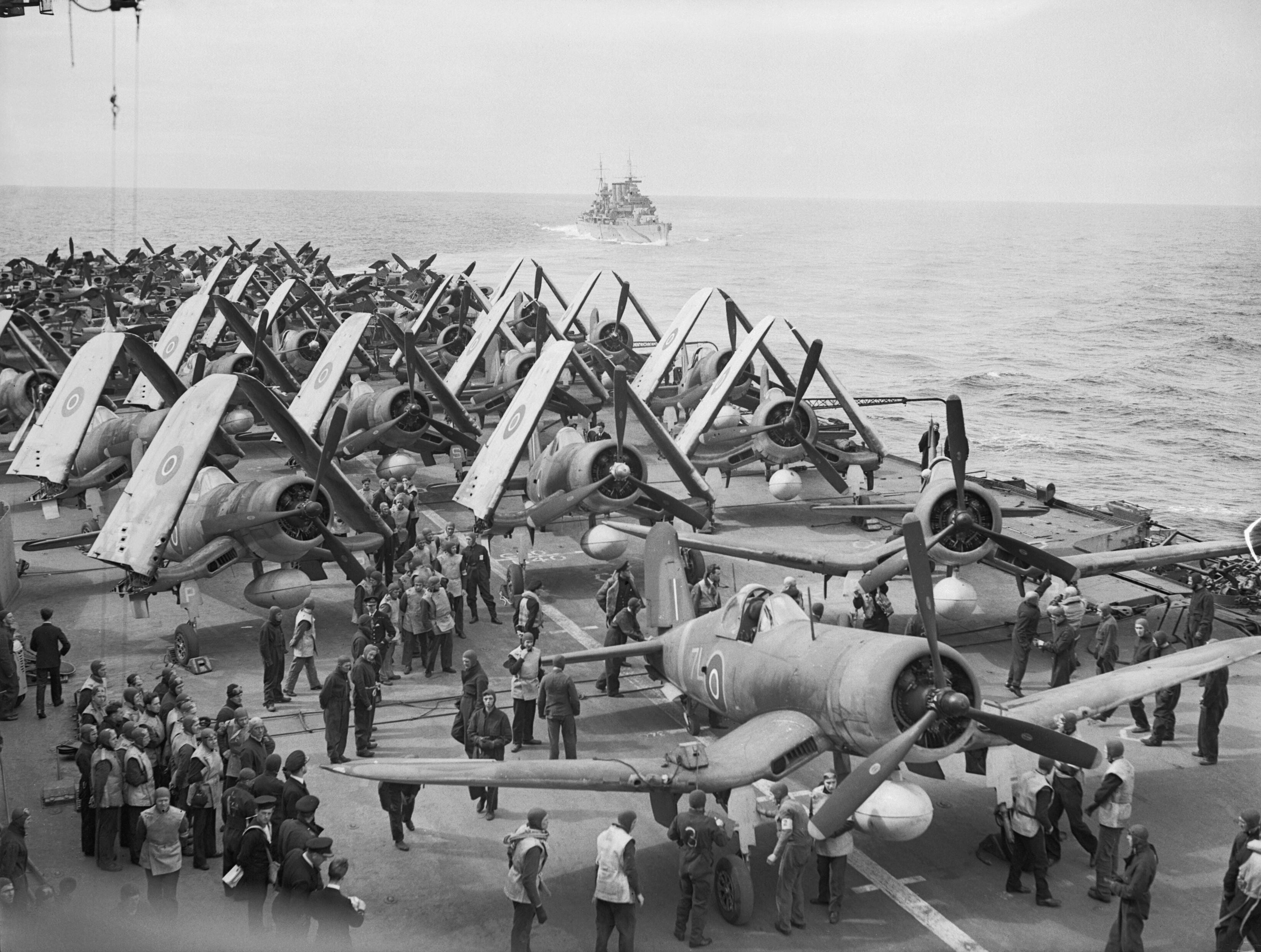
Corsairs e Barracudas no convés de voo do Formidable em julho de 1944

O navio foi transferido para a Frota Doméstica em outubro e deixou Gibraltar para Greenock no dia 13 junto com o couraçado HMS King George V. Seis dias depois iniciou patrulhas na Islândia com os couraçados HMS Anson e HMS Howe mais o porta-aviões estadunidense USS Ranger; elas duraram três semanas. Seu grupo aéreo deixou o navio em 13 de novembro e o Formidable foi para Belfast passar por manutenção, chegando no dia 19. Os trabalhos só terminaram no início de junho de 1944 e o navio passou o resto do mês realizando treinamentos. Ao final do mês embarcou dezoito caças Vought Corsair do Esquadrão Aeronaval 1841 e 24 torpedeiros Fairey Barracuda dos Esquadrões Aeronavais 827 e 830, partindo em 29 de junho para Scapa Flow a fim de treinar com os porta-aviões HMS Furious e HMS Indefatigable para uma ação contra o couraçado alemão Tirpitz na Noruega. O ataque, a Operação Mascote, ocorreu em 17 de julho e seus Corsairs escoltaram as aeronaves de ataque dos outros porta-aviões até o alvo, com um dos caças sendo abatido pela defesa antiaérea inimiga. Uma cortina de fumaça impediu que os Barracudas enxergassem o navio e assim não acertaram o Tirpitz. Os Esquadrões 827 e 830 foram substituídas em Scapa Flow pelos Esquadrões 826 e 828, também voando Barracudas.
Seu grupo aéreo foi reforçado em 7 de agosto por mais doze Corsairs do Esquadrão Aeronaval 1842, preparação para a Operação Goodwood, outro ataque contra o Tirpitz. Os dois esquadrões de Corsairs foram transferidos no dia 14 para a Esquadrilha de Caças Navais Nº 6, também a bordo do porta-aviões. O primeiro ataque começou na manhã de 22 de agosto quando o Formidable lançou 24 Corsairs e doze Barracudas contra o couraçado e alvos próximos; todas as aeronaves sobreviveram. Uma cortina de fumaça novamente protegeu o Tirpitz e dano algum foi infligido. Outro ataque planejado para o período da tarde precisou ser cancelado por conta de nuvens baixas. Clima ruim impediu que segundo ataque fosse organizado até o dia 24. O porta-aviões contribuiu com 23 Corsairs e dezesseis Barracudas, com três aviões sendo abatidos pela defesa antiaérea. O Tirpitz foi apenas levemente danificado por duas bombas no ataque. Um último ataque cinco dias depois também fracassou.
O porta-aviões retornou para Scapa Flow em 2 de setembro, onde os dois esquadrões de Barracudas desembarcaram. O Formidable zarpou para Gibraltar, chegando no dia 21 para passar por uma manutenção que, entre outras coisas, aprimorou seu armamento antiaéreo em preparação para operações no Oceano Pacífico. Corsairs da Esquadrilha de Caças Navais Nº 6 pousaram a bordo em 1º de janeiro de 1945, bem como dezoito torpedeiros Grumman Avenger do Esquadrão Aeronaval 848. O Formidable passou duas semanas realizando treinamentos e então deixou Gibraltar no dia 14 para se juntar à Frota Britânica do Pacífico. Chegou em Sydney, na Austrália, em 10 de março após várias paradas no caminho para reabastecer e embarcar munição. O almirante sir Bruce Fraser, o comandante da frota, inspecionou o navio e sua tripulação dez dias depois.

### Oceano Pacífico

#### Okinawa
Nesta altura o grupo aéreo do Formidable tinha 26 Corsairs e dezoito Avengers. Chegou na Baía de São Pedro, nas Filipinas, em 4 de abril e ficou esperando pelo retorno do resto da frota, que tinha ido neutralizar campos de pouso nas Ilhas Sakishima em preparação para a invasão de Okinawa. O porta-aviões foi convocado seis dias depois para se juntar à 1ª Esquadra de Porta-Aviões, substituindo o Illustrious, que estava em condições mecânicas ruins. Chegou em 14 de abril e contribuiu com suas aeronaves quando os ataques começaram dois dias depois. O comandante do Esquadrão 1842 foi morto no primeiro dia enquanto metralhava edifícios no campo de pouso de Nobara. A Frota Britânica do Pacífico reabasteceu e passou mais dois dias realizando operações, retornando para a Baía de São Pedro em 20 de abril para reabastecer mais suprimentos.

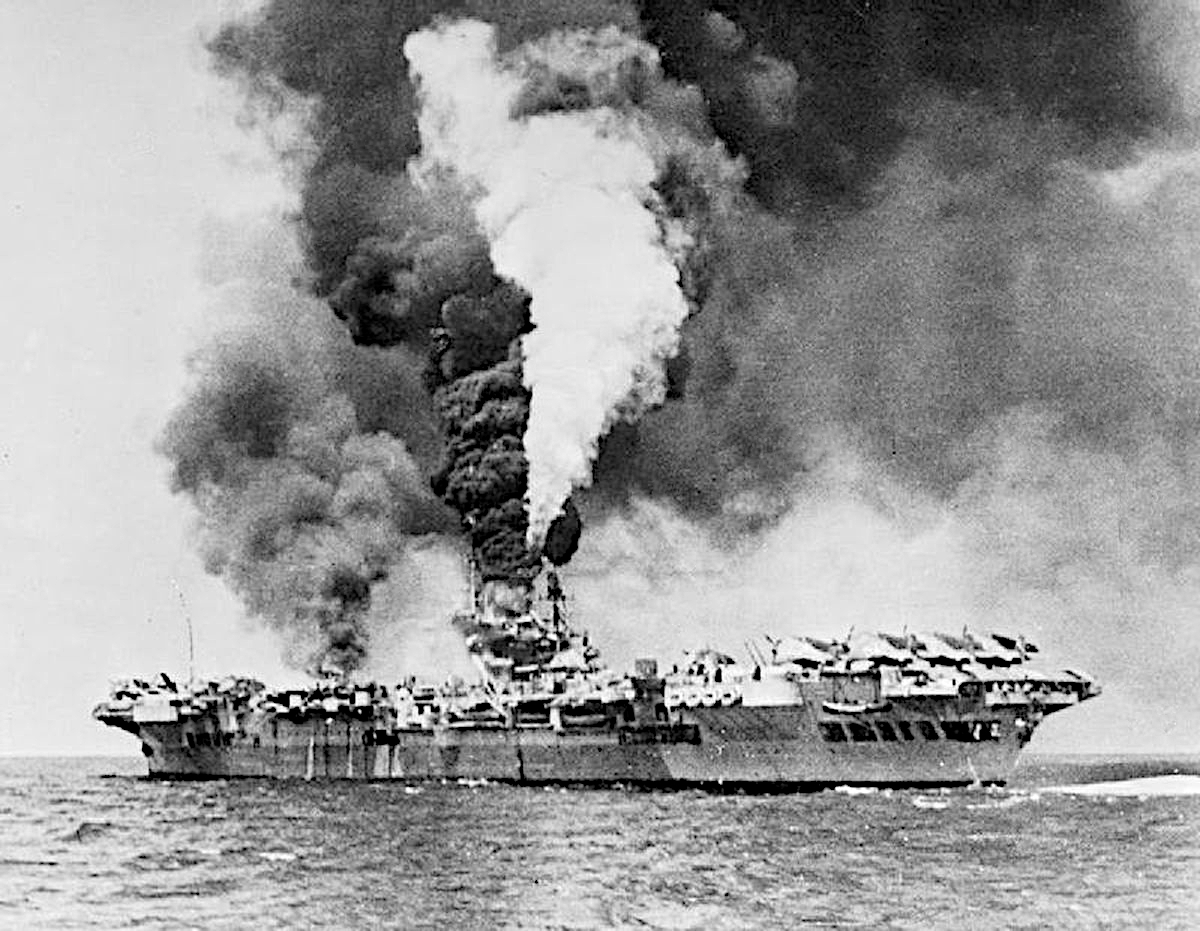
O Formidable em chamas depois de ser atingido por um kamikaze

A frota retornou para perto de Okinawa em 4 de maio e renovou seus ataques contra campos de pouso nas Ilhas Sakishima. O vice-almirante Bernard Rawlings, o segundo em comando da Frota Britânica do Pacífico, e sua equipe determinaram que o bombardeio de posições de artilharia japonesas com os canhões de couraçados e cruzadores era um método mais eficiente de destruí-los do que com ataques aéreos. O King George V, o Howe e cinco cruzadores foram destacados naquela manhã para bombardearem os campos de pouso de Nobara e Hirara na Ilha Miyako, enquanto os caças do Formidable ficaram sobrevoando esses navios como patrulha de combate aéreo e para avistarem onde os projéteis caíam. A perda das embarcações antiaéreas mais eficazes foi mais importante do que antecipado e os japoneses aproveitaram a oportunidade. O porta-aviões lançou dois Corsairs para deveres de observação de projéteis e então moveu mais para vante onze Avengers estacionados no convés, momento em que um caça Mitsubishi A6M Zero não detectado iniciou um ataque às 11h31min. O Zero primeiro metralhou o convés de voo antes que quaisquer armas do Formidable pudessem abrir fogo e então virou bruscamente para mergulhar em direção ao navio, mesmo com este virando para estibordo. O caça lançou sua bomba pouco antes de bater no convés e foi destruído por sua detonação, porém parte de seus restos acertaram o porta-aviões.
A detonação da bomba criou um grande amassado no convés de voo de aproximadamente 6,1 metros e 61 centímetros de profundidade, com um buraco de dezenove centímetros quadrados no centro e muita fragmentação na parte inferior. Dois oficiais e seis marinheiros foram mortos, enquanto outros 55 tripulantes foram feridos. Um fragmento da blindagem do convés de voo penetrou o convés blindado do hangar e atravessou a tubulação das caldeiras centrais, a própria sala de caldeiras central e um tanque de combustível antes de parar no fundo interno do navio. O fragmento cortou vários canos de vapor na sala de caldeiras e forçou sua evacuação, o que reduziu a velocidade para catorze nós (26 quilômetros por hora). A explosão lançou o Avenger mais próximo para o mar e incendiou outro. Estilhaços perfuraram a superestrutura de ilha, o que causou a maioria das baixas, também cortando várias fiações elétricas, incluindo da maioria dos radares. O incêndio foi extinguido até às 11h55min, com sete Avengers e um Corsair tendo sido tão danificados que foram jogados na água. O amassado da bomba foi preenchido com madeira e concreto e coberto por finas placas de aço soldadas no lugar, com as operações de voo recomeçando às 17h00min a uma velocidade de 24 nós (44 quilômetros por hora). Treze dos seus Corsairs que estavam no ar operaram de outros porta-aviões até poderem voltar. Os danos na sala de caldeiras foram consertados e essas caldeiras reconectadas aos motores às 2h00min do dia seguinte.
O bombardeio reduziu significativamente a atividade aérea japonesa no dia 5, porém os Corsairs do Formidable, operando temporariamente a partir de seu irmão HMS Victorious, abateram um avião de reconhecimento japonês a uma altitude de nove quilômetros. A frota recuou na mesma manhã para reabastecer e retornou em 8 de maio, porém chuvas fortes forçaram o cancelamento dos ataques aéreos planejados. Outro kamikaze penetrou a patrulha de combate aéreo no dia seguinte e jogou seu avião contra o convés de voo do Formidable às 17h05min. O impactou pouco danificou o navio, mas causou uma explosão e incêndio que destruiu dezoito aeronaves que estavam no convés. Um tripulante morreu e outros quatro ficaram feridos. O porta-aviões conseguiu retomar suas operações de voo apenas cinquenta minutos depois, mas apenas quatro Avengers e onze Corsairs ainda estavam operacionais. Rawlings decidiu recuar imediatamente para permitir que o Formidable e o Victorious tivessem mais tempo para realizarem reparos e substituir seus aviões perdidos. Ele também revisou a disposição da Frota Britânica do Pacífico para melhor fazer frente às novas táticas japonesas ao colocar os couraçados e cruzadores mais próximos dos porta-aviões, aproximar mais os porta-aviões uns dos outros e posicionar cruzadores com radares nas direções mais prováveis de ataques.
A frota voltou para a ação em 12 de maio e nenhum avião japonês foi detectado naquele dia ou no seguinte. Um dos Avengers do Formidable conseguiu pousar no Indomitable em 13 de maio com apenas um trem de pouso e sem flaps. A frota continuou sua rotina de alternar dois dias de operações com um ou dois dias de reabastecimento pela semana seguinte com pouquíssima interferência japonesa. Munição estava sendo carregada em um Corsair no hangar em 18 de maio quando uma de suas armas acidentalmente disparou contra um Avenger, incendiando-o. Sprinklers foram ligados imediatamente, mas demorou quase uma hora para que as chamas fossem controladas, em parte porque os motores elétricos das cortinas corta fogo tinham sido danificados no primeiro kamikaze e só podiam ser consertados em um estaleiro. Vinte e um Corsairs e sete Avengers foram danificados ou destruídos. Rawlings decidiu destacar o Formidable para que tivesse mais tempo para passar por reparos em Sydney, recebendo ordens para partir no dia 22.

#### Fim da guerra

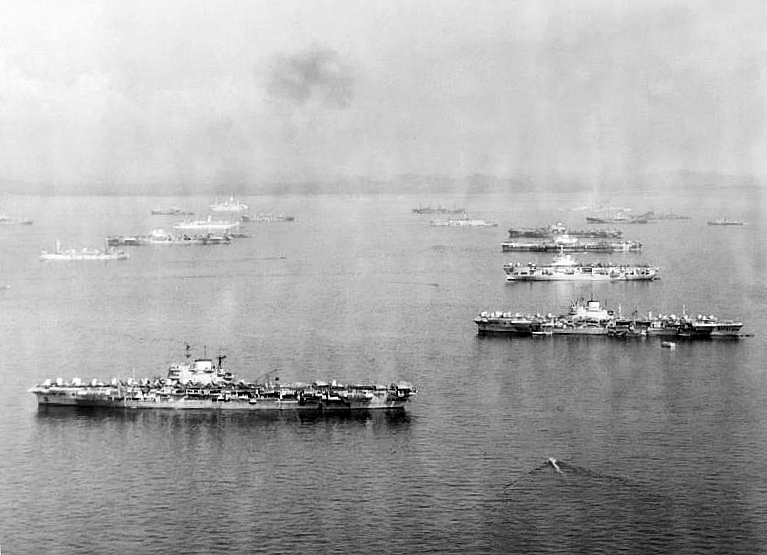
Os porta-aviões da Frota Britânica do Pacífico em 1945

Foi levado para o Estaleiro de Garden Island em 31 de maio, com a força de trabalho sendo reforçada com trabalhadores do Estaleiro de Cockatoo Island. Duas das três placas de blindagem danificadas no primeiro ataque kamikaze foram consertadas, mas a terceira precisou ser substituída por duas placas de aço de alta qualidade de 38 milímetros de espessura cada pois não haviam na Austrália placas de blindagem da espessura necessária. Reparos também foram realizados nos maquinários, caldeiras e sistemas elétricos. A superestrutura de ilha foi ampliada com uma cabine para o estado-maior do almirante e uma oficina para radares. O contra-almirante sir Philip Vian, o comandante da 1ª Esquadra de Porta-Aviões, transferiu sua capitânia para o Formidable quando os reparos terminaram.
O Formidable, junto com o Victorious e o King George V, deixou Sydney em 28 de junho e seguiu para a base avançada da Frota Britânica do Pacífico na Ilha Manus, nas Ilhas do Almirantado. Seu grupo aéreo na época tinha 36 Corsairs, doze Avengers e seis caças Grumman Hellcat do Esquadrão Aeronaval 1844. Duas unidades desta última aeronave foram convertidos em versões para fotoreconhecimento. A Esquadrilha de Caças Navais Nº 6 foi absorvida pelo 2º Grupo Aéreo de Porta-Aviões, que controlava todas as aeronaves do navio. As embarcações chegaram em 4 de julho, reabasteceram e partiram dois dias depois para se juntarem à Terceira Frota dos Estados Unidos, que estava operando próxima do arquipélago japonês. Os britânicos se encontraram com os estadunidenses em 16 de julho e iniciaram operações na manhã seguinte. O Formidable voou 28 Corsairs para o norte de Tóquio, mas alguns não conseguiram encontrar seus alvos no clima ruim. Vinte e quatro atacaram alvos perto da cidade no dia seguinte, com o clima interrompendo operações de voo até 25 de julho, quando os britânicos atacaram alvos perto de Osaka e no Mar Interior de Seto, danificando o porta-aviões de escolta Kaiyō. Eles reabasteceram e retomaram os ataques aéreos em 28 e 30 de julho, afundando o navio de escolta Okinawa perto de Maizuru. Uma combinação de clima ruim, necessidades de reabastecimento e o bombardeio atômico de Hiroshima adiaram mais ações ofensivas até 9 de agosto.
Durante a manhã o porta-aviões lançou Corsairs e Avengers que atacaram o Campo de Pouso de Matsushima. Outras Corsairs foram desviadas para navios em Onagawa, afundando o navio de escolta Amakusa. Os ataques foram repetidos no dia seguinte, com mais dois navios sendo destruídos, bem como vários pequenas embarcações mercantes, locomotivas e aeronaves estacionadas. A Frota Britânica do Pacífico estava programada para recuar após 10 de agosto a fim de se preparar para a Operação Olímpico, a invasão de Kyūshū programada para novembro, com o Formidable e a maior parte da frota partindo Manus no dia 12. O Japão se rendeu em 15 de agosto e a guerra terminou.

### Pós-guerra

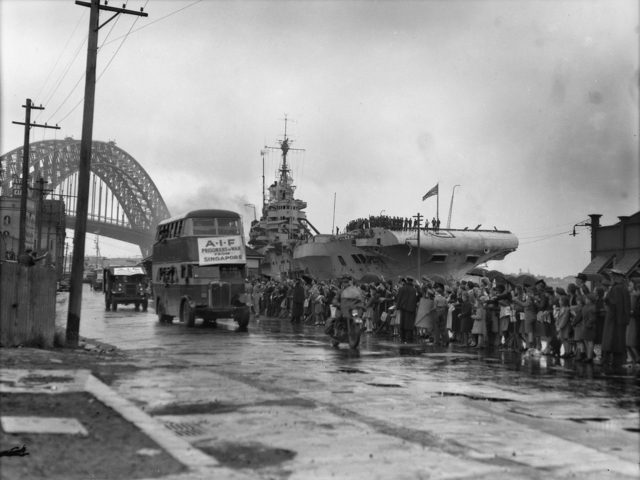
Prisioneiros de guerra australianos repatriados sendo levados por ônibus depois de desembarcarem do Formidable enquanto observados parentes e amigos

O Formidable chegou em Sydney em 24 de agosto e seu hangar foi modificado para acomodar soldados e prisioneiros de guerra Aliados que seriam repatriados. Seus aviões foram desembarcados para poder maximizar o número de passageiros que podiam ser alojados, chegando em Manila em 30 de setembro, onde embarcou em 4 de outubro mais de mil prisioneiros de guerra australianos e os desembarcou de volta em Syndey no dia 21. Partiu três dias depois para a Nova Bretanha, onde embarcou 1 254 soldados indianos e seguiu para Singapura, onde embarcou prisioneiros de guerra indianos, levando todos para Bombaim. No local o porta-aviões embarcou um batalhão de infantaria indiano para levá-los à Batávia, nas Índias Orientais Neerlandesas, com o objetivo de manterem a lei e ordem até que as tropas coloniais neerlandesas pudessem assumir o controle. O Formidable em seguida embarcou elementos da 7ª Divisão Australiana e seus equipamentos em Bornéu, depois mais australianos em Morotai, levando-os para Syndey em 6 de dezembro.
Vian discursou para a tripulação do navio em 27 de dezembro e no dia seguinte o Formidable zarpou para casa transportando oitocentos passageiros. Chegou em Portsmouth em 5 de fevereiro de 1946. Foi equipado no local com acomodações mais permanentes no hangar para poder continuar seus deveres como navio de transporte tropas, embarcando 480 homens e partindo de volta para Sydney em 2 de março. Chegou um mês depois e embarcou 1 336 marinheiros bem como algumas enfermeiras do Serviço Naval Real de Mulheres e do Destacamento de Ajuda Voluntária. Zarpou em 12 de abril, parando no caminho em Colombo para reabastecer e desembarcar 576 marinheiros, chegando em Devonport em 9 de maio. Em seguida viajou para Bombaim e Colombo entre 15 de junho e 25 de julho. Embarcou 114 oficiais, 958 marinheiros e onze enfermeiras em Singapura em agosto, mais 319 marinheiros em Trincomalee e então parou em Malta para desembarcar 41 homens para a Marinha Mercante. Sua última viagem de transporte de tropas ocorreu entre Portsmouth e Singapura, levando mais de mil fuzileiros para esta última, entre 3 de dezembro e 3 de fevereiro de 1947.
O Formidable passou por manutneção em Rosyth no início de março e então colocado na reserva. Foi descomissionado em 12 de agosto e avaliações posteriores revelaram que suas condições materiais ruins o deixavam além de qualquer possibilidade econômica de reparo, principalmente em uma época em que dinheiro era escasso. Foi rebocado para Spithead em 1949 e então para Portsmouth em novembro de 1952. Foi descartado em janeiro de 1953 e rebocado para Inverkeithing, onde foi desmontado.